# Kill Jackie
Kill Jackie est une mini-série australo-britannique créée par Conor Keane dont la diffusion est prévue à partir de 2026 sur la plateforme Prime Video.
Elle est adaptée du roman Allez tous vous faire foutre (The Price You Pay) de Nick Harkaway, publié sous son pseudonyme Aidan Truhen.

## Synopsis
Jackie Price (Catherine Zeta-Jones) est une riche marchande d’art dont le passé trouble de trafiquante de drogue refait surface. Elle découvre,  après avoir vécu vingt ans dans l'anonymat, que sa couverture a été compromise et qu’elle est désormais la cible d’un escadron de tueurs à gages connu sous le nom des Sept Démons.

## Distribution
- Catherine Zeta-Jones : Jackie Price
- Daniel Ings
- Darci Shaw
- Raff Law
- Sidse Babett Knudsen
- Óscar Jaenada
- Hattie Hook
- Enzo Cilenti
- Christine Adams
- Julian Rhind-Tutt
- Tadashi Ito
- Sebastian Armesto
- Julian Barratt
- Gavin Spokes
- Jonathan Cake
- Bamshad Abedi-Amin
- Bill Paterson

## Production
La série est produite par Prime Video et met en vedette Catherine Zeta-Jones. Elle est adaptée du roman Allez tous vous faire foutre (The Price You Pay), écrit par l’auteur Nick Harkaway sous son pseudonyme Aidan Truhen.
La série en huit épisodes est adaptée par Tom Butterworth et Conor Keane, et réalisée par Damon Thomas. Elle est coproduite par Fremantle et Steel Springs Pictures. Les producteurs délégués sont Peter Lawson et Jose Augustin Valdes pour Steel Springs, Dante Di Loreto pour Fremantle, Jeffrey Levine, ainsi que Butterworth, Thomas et Zeta-Jones. Keane est le créateur et coscénariste de l’adaptation télévisée, et également producteur associé. Deabru Kalea Filmeak de José Luis Escolar supervise la production à Biscaye.
En avril 2025, la distribution s’est élargie avec l’arrivée de Daniel Ings, Darci Shaw, Raff Law, Sidse Babett Knudsen, Óscar Jaenada, Hattie Hook, Enzo Cilenti, Christine Adams, Julian Rhind-Tutt, Tadashi Ito, Sebastian Armesto, Julian Barratt, Gavin Spokes, Jonathan Cake, Bamshad Abedi-Amin et Bill Paterson.
Le tournage a débuté en 2025. Les lieux de tournage incluent Bilbao, Lisbonne, Londres et Swansea.